# Karl-Eduard von Schnitzler

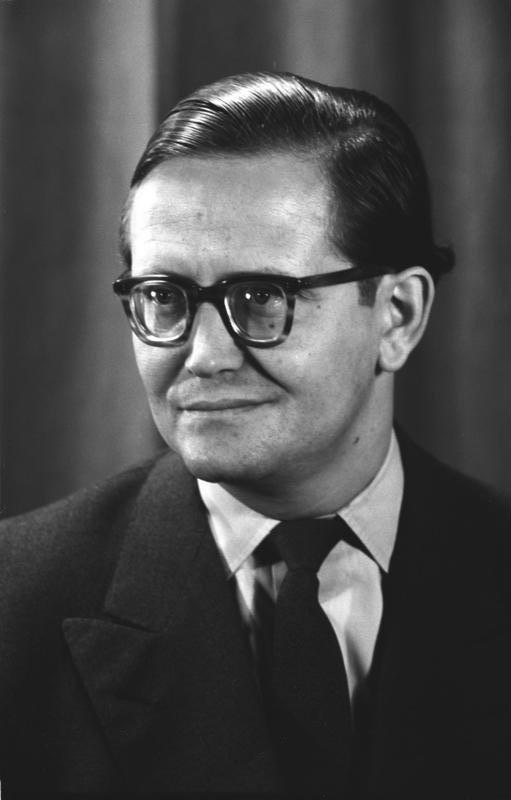
Karl-Eduard von Schnitzler (1956)

Karl-Eduard Richard Arthur von Schnitzler (* 28. April 1918 in Dahlem, heute zu Berlin; † 20. September 2001 in Zeuthen) war ein deutscher Journalist. Als Chefkommentator des DDR-Fernsehens sowie Autor und Moderator der politisch-agitatorischen Fernsehsendung Der schwarze Kanal war er unter der Bevölkerung der DDR der umstrittenste Journalist.

## Leben

### Herkunft
Schnitzler war jüngster Sohn des Legationsrates Julius Eduard von Schnitzler (1863–1934) aus der Kölner Bankiersfamilie Schnitzler und dessen Ehefrau Margarethe Julia Luise (1880–1959), geborene Gillet. In seiner Autobiografie behauptete Schnitzler, seine Großmutter väterlicherseits sei eine außereheliche Tochter des „99-Tage-Kaisers“ Friedrich III. gewesen, er selbst ein Urenkel des Kaisers und ein Großneffe Kaiser Wilhelms II. Schnitzlers Vater war seit 1898 als Vizekonsul in Shanghai tätig. Am 20. September 1913 wurde er gemeinsam mit seinen Brüdern Paul und Richard durch den preußischen König in den erblichen Adelsstand erhoben und trug seitdem das Adelsprädikat „von“.
Sein älterer Bruder war Hans Schnitzler. Zu seinen Vettern zählten der Verkaufsdirektor der I.G. Farben, Georg von Schnitzler, und der Botschafter Herbert von Dirksen. Der Bankier Kurt Freiherr von Schröder war durch Einheirat verwandt. Zu Schnitzlers großbürgerlicher Familie gehörten spätere NS-Kriegsverbrecher.

### Jugend und Ausbildung
Schnitzler trat mit 14 Jahren in die Sozialistische Arbeiter-Jugend (SAJ) ein. Nach dem Abitur in Köln brach Schnitzler 1937 nach zwei Semestern das in Freiburg begonnene Medizinstudium ab. Er hatte Kontakt zur verbotenen KPD. Von 1938 bis 1940 absolvierte er in den Kabelwerken Felten & Guilleaume in Köln eine kaufmännische Lehre.

### Zeit des Nationalsozialismus
1939 wurde Schnitzler Inhaber einer Speditionsfirma und leistete dann im Zweiten Weltkrieg von 1939 bis 1944 Kriegsdienst; er wurde in einer Nachrichtenabteilung der Wehrmacht eingesetzt. Von 1940 bis 1944 war er Soldat in Frankreich, Jugoslawien, der UdSSR sowie im August 1941 nach einer Verwundung im Afrikafeldzug eingesetzt, wo er erneut verwundet wurde. 1943 knüpfte er in Frankreich Kontakte zur Résistance und wurde im April 1944 in Paris verhaftet. Schnitzler floh aus der Untersuchungshaft und betätigte sich im militärischen Widerstand bei den Maquis. Im Juni 1944 kam er in britische Kriegsgefangenschaft, ab Jahresende machte er in der Deutschlandabteilung der BBC Propagandaarbeit.

### Journalist in der britischen Besatzungszone
In der britischen Kriegsgefangenschaft erfolgte die Vorbereitung auf seine Arbeit beim deutschen Nachkriegsrundfunk: Er wurde bei der BBC-Sendung Hier sprechen deutsche Kriegsgefangene zur Heimat beschäftigt, und später beim Rundfunk in der britischen Besatzungszone, dem Nordwestdeutschen Rundfunk (NWDR) in Hamburg. Im Oktober 1945 trat er dort als Leiter des Frauenfunks in der NWDR-Zentrale seinen Dienst an und gab auch Beiträge für die Sendereihe Sind wir auf dem richtigen Wege?, die Peter von Zahn leitete. Am 1. Januar 1946 wurde er Leiter des Politik-Ressorts beim NWDR Köln. Seine später oft zitierte Aussage, er sei dort „amtierender Intendant“ gewesen, bezieht sich offenbar auf seine Funktion, wonach er als stellvertretender Intendant maßgeblich am Aufbau des NWDR in Köln beteiligt war. Der britische Chief Controller des NWDR, Hugh Carleton Greene, urteilte rückblickend über ihn: „Schnitzler wurde versuchsweise von Köln nach Hamburg versetzt, wo er weiter politische Kommentare lieferte; er war ein guter Rundfunkpublizist und ein gescheiter Kopf, den ich nicht unbedingt verlieren wollte. Da er in seine Kommentare indes fortgesetzt kommunistische Propaganda einfließen ließ, kam ich zu dem Schluß, daß er gehen müsse.“ Zum 31. Dezember 1947 erhielt er die Kündigung.

### Übersiedlung in die sowjetische Besatzungszone

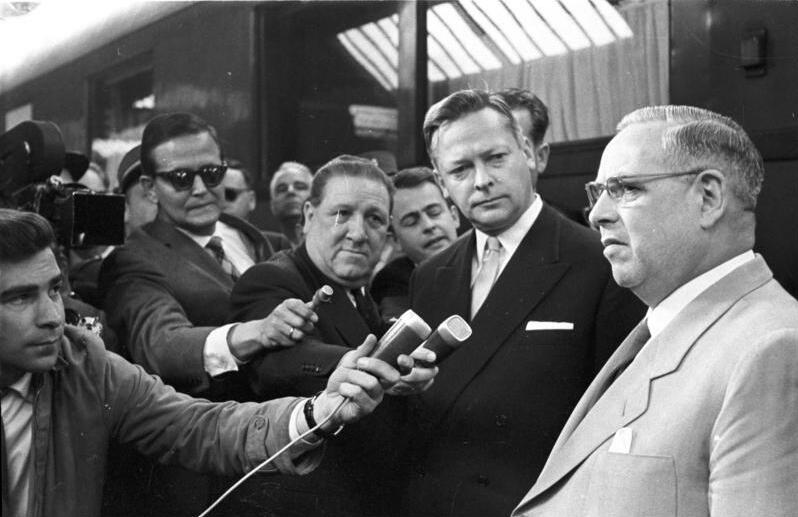
Von Schnitzler (2. v. links) bei der Ankunft des Sonderzuges mit dem Außenminister der DDR, Lothar Bolz, 1959 in Genf

Ende 1947 ging Schnitzler in den Sowjetischen Sektor von Berlin, wo er 1948 in die SED eintrat und Kommentator beim Berliner Rundfunk und 1949 beim Deutschlandsender wurde. 1952 wurde er Leiter der Kommentatorengruppe des Staatlichen Rundfunkkomitees und später Chefkommentator des DDR-Fernsehens.
Den Aufstand vom 17. Juni 1953 in der DDR kommentierte Schnitzler folgendermaßen:

„Nach anderthalb Tagen wurde ein Abenteuer beendet, das den demokratischen Sektor Berlins zu einem Brandherd machen sollte, der zu einem Weltbrand hätte entfacht werden können. […] Es ging nicht um Normen, nicht um freie Wahlen, nicht um die Verbesserung des Lebensstandards, nicht um eine – wie immer geartete – Freiheit; sondern unter Mißbrauch des guten Glaubens eines Teils der Berliner Arbeiter und Angestellten, gegen grobe Fehler bei der Normerhöhung mit Arbeitsniederlegung und Demonstrationen antworten zu müssen, wurde von bezahlten Provokateuren, vom gekauften Abschaum der Westberliner Unterwelt ein Anschlag auf die Freiheit, ein Anschlag auf die Existenz, auf die Arbeitsplätze, auf die Familien unserer Werktätigen versucht. Nicht weil Unzufriedenheit herrschte, haben Provokateure die Unruhen entfesselt, sondern weil von unserer Regierung und vom Politbüro der SED alle Maßnahmen und Schritte eingeleitet worden sind, um die Anlässe der Unzufriedenheit zu beseitigen, die Lebenshaltung unserer Werktätigen umgehend zu verbessern und Hindernisse für die Einheit Deutschlands wegzuräumen.“

### Autor, Moderator und Rezeption der PropagandasendungDer schwarze Kanal

Titelbild der Sendung in den 1980er Jahren

#### Autor und Moderator
Ab 1960 (Erstsendung am 21. März) moderierte er die Propagandasendung Der schwarze Kanal, in der er Ausschnitte aus dem Westfernsehen im Sinne der DDR-Führung kommentierte. Am 27. August 1962 bezeichnete er den 18-jährigen Maurergesellen Peter Fechter, der bei einem unbewaffneten Fluchtversuch vor laufender Kamera am Checkpoint Charlie verblutete, als „einen angeschossenen Kriminellen“.
Sein westlicher Gegenspieler wurde 1969 der Journalist Gerhard Löwenthal, der in der Sendung ZDF-Magazin die Menschenrechtsverletzungen in der DDR thematisierte.
Schnitzler war – abhängig von der jeweiligen politischen Großwetterlage – in seiner Tätigkeit weisungsgebunden: So war er während und nach Anbahnung des Milliardenkredits für die DDR in der ersten Jahreshälfte 1983 gehalten, sich wegen der Darstellung des bisherigen Lieblingsfeindes Franz Josef Strauß als „Kommunistenfresser“ zurückzuhalten.

#### Propagandist des Antizionismus und Antisemitismus in der DDR
Ein zentraler Bestandteil von Schnitzlers Agitation war die antizionistische Propaganda der DDR, die sich gezielt gegen Israel richtete. In seinen Sendungen stilisierte er den jüdischen Staat zum Aggressor und verbreitete Feindbilder, die Historiker als bewusst antisemitisch einstufen. Seine Rhetorik folgte einem Muster, das an die Propaganda des Nationalsozialismus erinnerte: Israel wurde als „faschistisch“ und „rassistisch“ diffamiert, jüdische Politik als globaler Unruhestifter dargestellt und die Existenz des Staates als illegitim angegriffen. Diese Argumentationsweise knüpfte an die NS-Darstellung von Juden als angeblich fremde, verschwörerische Macht an, der es nicht um nationale Selbstbestimmung, sondern um Kontrolle und Unterdrückung anderer Völker gehe. Während die Nationalsozialisten von einer jüdischen Weltverschwörung sprachen, behauptete Schnitzler, Israel agiere als „zionistischer Kriegstreiber“ im Auftrag des Westens und bedrohe den Weltfrieden. Zudem bestritt er jeden Vertretungsanspruch Israels für jüdische NS-Opfer.
Seine Agitation übernahm zentrale Elemente klassischer Verschwörungstheorien und setzte die Dämonisierung jüdischer Gemeinschaften in neuer Form fort. Israel wurde als Instrument des Imperialismus diffamiert und mit dem Nationalsozialismus gleichgesetzt, während die DDR-Propaganda palästinensische Organisationen aktiv unterstützte und deren terroristische Anschläge als „antifaschistischen Widerstand“ legitimierte.
Schnitzlers Sendungen schürten nicht nur antiisraelische Ressentiments, sondern trugen dazu bei, dass antijüdische Vorurteile in der DDR trotz offizieller Distanzierung vom Nationalsozialismus fortbestanden und sich weiter verfestigten. In der Forschung gilt er als zentraler Akteur der feindbildorientierten Propaganda des SED-Staates, der die antiisraelische Staatsdoktrin medial umsetzte und den politischen Diskurs über Israel in der DDR dauerhaft prägte.

#### Rezeptionen in der DDR
Schnitzler bezeichnete seine Arbeit für das SED-Regime und im DDR-Fernsehen als „aktuelle, streitbare Polemik“. Spöttische Beinamen waren fester Bestandteil seines Stils, aber auch des DDR-Witzes. So nannte er den ehemaligen Regierenden Bürgermeister Berlins und späteren Bundeskanzler Willy Brandt im DDR-Fernsehen „Willy Weinbrand“, eine Anspielung auf angebliche Alkoholprobleme. Diese Bemerkung wirkte auf viele DDR-Bürger unfreiwillig ironisch, da sie den hohen Alkoholkonsum innerhalb des Politbüros kannten oder zumindest vermuteten.
„Sudel-Ede“

Schnitzler, der als Hardliner galt, erhielt den Spitznamen „Sudel-Ede“ Anfang Februar 1961 vom SFB-Kommentator Günther Lincke in der Sendung Mitteldeutsches Tagebuch. Dies war eine Replik auf Schnitzlers Verbalattacke gegen das Magazin („Schwarze Kanäle mögen sudeln …“), in dem zuvor berichtet worden war, dass der Chefkommentator des DDR-Fernsehens regelmäßig mit D-Mark in West-Berlin  einkaufe und dort Nachtlokale besuche. Schnitzler hingegen ging auf die Vorwürfe nicht ein, sondern polemisierte lediglich: „Ein Günter Lincke – der Name Lincke steht im krassen Gegensatz zur Ideologie dieses Herrn. Mit ‚Sudel-Ede‘ hat er sich für mich etwas Hübsches einfallen lassen.“ In der DDR wurde der Spitzname Sudel-Ede vor allem als Flüsterwitz „unter vorgehaltener Hand“ verwendet.
„Karl-Eduard von Schnitz-“

Der MDR behauptete in einer Sendung vom 19. März 2021, wie zahlreiche Medien zuvor in unterschiedlichen Varianten, für DDR-Zuschauer sei Karl-Eduard von Schnitzler nur „Karl-Eduard von Schnitz“ gewesen, da sie beim „…ler“ bereits umgeschaltet hätten. Diese verkürzte Darstellung verdichtete verschiedene Interpretationen und Variationen des eigentlichen Ausspruchs zu einem Bonmot über die DDR.
Historisch geht diese Wendung auf den Sketch Wetterbericht des Ost-Berliner Kabaretts Distel von 1972 zurück, der 1974 als Mitschnitt auf Schallplatte veröffentlicht wurde und seit 1973 auch als Text frei zugänglich war.

„Ansagerin: Hören Sie nun den Schwarzen Wetterbericht von Karl-Eduard von Schni… schaut auf ihr Manuskript, liest ab …tzler.“

Der Sketch karikierte, dass der Ansagerin Schnitzlers vollständiger Name – etwa durch frühes Umschalten – unbekannt sei. Da direkte Kritik in der DDR-Kleinkunst Zensur unterlag, musste Satire zwischen den Zeilen stattfinden.
Die Rolle der Ansagerin spielte regelmäßig die Kabarettistin Hanna Donner, der Text stammte von Hans Rascher. Neben Schallplatte und Druckausgabe verbreiteten zahlreiche Amateurkabaretts die Szene in verschiedenen Abwandlungen.
Mit „Karl-Eduard von Schni-“ schuf Rascher eine bis heute geläufige satirische Wendung für das übliche hastige Ausschalten oder, wenn möglich, Umschalten des Fernsehgeräts. Denn Schnitzlers Sendung folgte stets den meist ideologiefreien Montagabendfilmen der 1930er und 1940er Jahre, die nach der Aktuellen Kamera um 20 Uhr ausgestrahlt wurden.

### Schnitzler als Dokumentarfilmer
Neben seiner Fernsehtätigkeit drehte Schnitzler auch zahlreiche Dokumentarfilme. Bei einigen seiner Werke wiesen Medienwissenschaftler der Universität Leipzig in einer Untersuchung nach, dass Schnitzler seine angeblich tatsachenuntermauerten Thesen mit manipuliertem bzw. nachgestelltem Filmmaterial „bewies“. Die in der DDR geheim gehaltene Zuschauerquote zu den Dokumentarfilmen Schnitzlers betrug sieben Prozent.

### Wendezeit

#### Allgemein
In der DDR gehörte Schnitzler bei der Bevölkerung zu den meistgehassten Systemvertretern. Besonders die fortdauernde Diskrepanz zwischen laut verkündetem gesellschaftlichem Anspruch und individueller Wirklichkeit in der privaten Lebensgestaltung stieß vielen Bürgern bitter auf. So wurde bei den Demonstrationen unmittelbar vor dem 9. November 1989 unter anderem lautstark skandiert: „Schnitzler lass das Lügen sein, kauf nicht mehr im Westen ein!“ Auf Transparenten forderten Demonstranten in Leipzig am 23. Oktober 1989: „Schnitzler weg von Bild und Ton, der besudelt die Nation!“ Der Spiegel kommentierte hierzu: „Neben dem Unterangebot an Südfrüchten war es das Überangebot an Schnitzler-Kommentaren, das die Leute 1989 auf die Straßen trieb.“
Das DDR-Fernsehen war angesichts der Vorgaben der SED-Führung seit dem Sommer 1989 immer unglaubwürdiger geworden. Im September meinte in einer Planungsberatung des Fernsehkomitees der Vorsitzende Heinz Adameck, man dürfe zukünftig „nicht im Gewohnten beharren“. Die Aktuelle Kamera erreichte im Oktober 1989 weniger als vier Prozent der DDR-Bürger. Im Zuge einer Strukturänderung des Schwarzen Kanals sollte Schnitzler ein „Experte“ zum Zweck „sachlicher Information“ zur Seite gestellt werden, was Schnitzler empört ablehnte. Um die Rücknahme der Änderung durchzusetzen, wandte er sich brieflich an den neuen SED-Vorsitzenden Egon Krenz. Schnitzler schilderte seine Verdienste und gelobte zugleich Besserung. Er kündigte „Zurücknahme der Polemik, Verzicht auf namentliche Angriffe bei gleichzeitiger sachlicher Abwägung von Leistungen, Erfolgen und Realitätssinn der BRD“ an. Doch Krenz ging nicht darauf ein und Schnitzler gab auf.
Am 30. Oktober 1989 stellte das Fernsehen der DDR nach der 1519. Folge den Schwarzen Kanal ein, nachdem seine Absetzung bei den Montagsdemonstrationen gefordert worden war. Den Sendeplatz nach dem Montagsfilm erhielt am 6. November die spektakulär-kritische Reportagereihe Klartext, die in den folgenden Monaten eine Sehbeteiligung von über 40 Prozent erreichte. Im Januar 1990 leitete die in SED-PDS umbenannte SED ein Parteiausschlussverfahren gegen Schnitzler ein, und das ehemalige SED-Zentralorgan Neues Deutschland schmähte ihn als „Nessie-ähnliches Fossil“. Dem Parteiausschluss kam Schnitzler durch einen Austritt zuvor. Schnitzler schrieb für Die Rote Fahne, das Blatt der im Januar 1990 in Ost-Berlin „neugegründeten“ KPD und die der Deutschen Kommunistischen Partei (DKP) nahestehenden Marxistischen Blätter.
Im Januar 1990 erschien in der Satirezeitschrift Titanic erstmals eine Kolumne Schnitzlers unter dem Titel „Der rote Kanal“, die bereits mit der Dritten Ausgabe im März 1990 endete. Gegenüber dem Fernsehmagazin Spiegel TV äußerte Schnitzler im August 1997: „Na Gott sei Dank […] haben wir die Mauer gebaut. Das war völlig richtig.“ Im weiteren Verlauf des Gesprächs bezeichnete er die Mauer als segensreiches Bauwerk.
Im Jahr 1998 trat Schnitzler in die DKP ein. Er gehörte von 1998 bis zu seinem Tod 2001 zum ständigen Autorenkreis der neostalinistischen Monatszeitschrift RotFuchs. Ebenfalls schrieb er Beiträge für die Parteizeitung der DKP. In einem Beitrag in den Weißenseer Blättern verortete er kurz vor seinem Tod im August 2001 die PDS-Vordenker André und Michael Brie im „Lager der Feinde der marxistisch-leninistischen Wissenschaft“ und befürchtete, die PDS werde zur „ideologisch-politischen Kloake“.

#### Letzter Auftritt in der Öffentlichkeit
1999 wurde er in einer Sendung vom Publikum mit seiner Arbeit konfrontiert. Schnitzler, der dabei die DDR unbeirrt selbst gegen Fakten verteidigte, sich selbst lobte und den Mauertoten Peter Fechter als Kriminellen bezeichnete, sagte zu den Vorwürfen gegen seine Sendung im DDR-Fernsehen:

„Ich habe keinen Kommentar gemacht, dessen ich mich zu schämen habe.“

In der Sendung stellten sowohl der Historiker Stefan Wolle als auch der Physiker Frank Halt von der Initiative gegen SED-Unrecht fest, dass mit Schnitzler über die DDR-Vergangenheit und sein Wirken weder eine gemeinsame Erkenntnis zu teilen noch ein Meinungsaustausch möglich wäre.

„Nach so einer Katastrophe wie dem Zusammenbruch des Sozialismus muss doch die Frage erlaubt sein: vielleicht haben wir auch, oder Sie, irgendwo etwas falsch gemacht.“

Schnitzler sagte dazu:

„Ich bin nicht bereit, mit Ihnen darüber zu reden, was wir hätten anders machen müssen, sondern ich bin bereit mit Ihnen darüber zu diskutieren, was richtig war, was gut war, und was bitter nötig wäre, dass es das heute noch gäbe.“

Schnitzler wertete – zehn Jahre nach dem Mauerfall – die Weigerung, Fehler einzugestehen, als „einzig mögliche Position im Klassenkampf“.

### Familie und Privates
1940 heiratete Schnitzler Marlis Hoeres aus Eschweiler, mit der er den 1940 geborenen gemeinsamen Sohn Stephan hatte. Stephan von Schnitzler beging 1982, im Alter von 42 Jahren, Suizid. Er war Rechtsmediziner und an der Medizinischen Fakultät der Humboldt-Universität zu Berlin tätig. Marlis bekam am 1. August 1942 die gemeinsame Tochter Jutta Elisabeth von Schnitzler.
1952 heiratete Schnitzler die Schauspielerin Inge Keller. Aus der 1956 geschiedenen Ehe ging die Tochter Barbara Schnitzler hervor, die wie ihre Mutter Schauspielerin wurde. Die 1958 eingegangene dritte Ehe mit der Schauspielerin Christine Laszar wurde 1962 geschieden.
Mit der vierten Ehefrau, Márta Rafael, blieb Schnitzler rund 40 Jahre lang verheiratet. Sie war eine ungarische Schauspielerin, Sängerin und Redakteurin. Rafael erregte erhebliche Aufmerksamkeit, als ein Kaufhausdetektiv sie 1983 in einem West-Berliner Kaufhaus beim Diebstahl von zwei Packungen Damenstrümpfen im Wert von 16,40 D-Mark ertappte.
Schnitzler starb im Alter von 83 Jahren in Zeuthen an den Folgen einer Lungenentzündung. Sein Urnengrab befindet sich auf dem Friedhof von Eichwalde im brandenburgischen Landkreis Dahme-Spreewald.

### Sonstiges
- Karl-Eduard von Schnitzler war stellvertretender Vorsitzender des FC Vorwärts Berlin.[48]
- Im Jahr 1978 wurde Schnitzler Mitglied des Zentralvorstandes der Gesellschaft für Deutsch-Sowjetische Freundschaft.

## Filmografie
- 1956: Du und mancher Kamerad (Dokumentarfilm)
- 1962: Schlager der Woche (Fernsehfilm)

## Auszeichnungen
- Ernst-Moritz-Arndt-Medaille (1955)
- Nationalpreis der DDR 2. Klasse (1956)
- Vaterländischer Verdienstorden in Bronze (1964)
- Banner der Arbeit (1968)
- Vaterländischer Verdienstorden in Gold (1978)
- Ehrenspange zum Vaterländischen Verdienstorden in Gold (1983)
- Karl-Marx-Orden (1988)

## Schriften
- Deutschland und die Welt. Kommentare 1948 bis 1955. Verlag der Nation, Berlin 1955.
- Fernsehpublizistik – ein Genre des Dokumentarfilms. In: Dokumentaristen der Welt. Selbstzeugnisse. Henschelverlag, Berlin 1982, S. 314–319.
- Meine Schlösser oder Wie ich mein Vaterland fand. Verlag Neues Leben, Berlin 1989, ISBN 3-355-00971-7.
- Der rote Kanal. Armes Deutschland. Edition Nautilus, Hamburg 1992, ISBN 3-89401-211-0.
- Provokationen. Edition Nautilus, Hamburg 1998, ISBN 3-89401-225-0.
- Meine Filmkritiken 1955–1960. Eine Auswahl. Mit einem Vorwort des Autors Kunst ist Waffe! vom 7. Oktober 1999. Nordost-Verlag W. Metzger, Berlin 1999, ISBN 3-00-005190-2.
- Frühe Denkanstöße. Fundsachen aus dem Archiv K.-E. v. Schnitzler. Erste Rundfunkkommentare 1944–1947 (über BBC London und NWDR Köln). Zusammengestellt und mit einem Vorwort von Heinz Grote. NORA-Verlag, Berlin 2008, ISBN 978-3-86557-142-7.